# Parti populaire italien (1994-2002)
Pour les articles homonymes, voir PPI et Parti populaire italien.
Le Parti populaire italien (en italien : Partito Popolare Italiano, abrégé en PPI) est un parti politique italien du centre, chrétien social et démocrate chrétien.
Fondé en 1994, à la suite du mouvement de rénovation interne de la Démocratie chrétienne (DC), il a participé aux coalitions du Pacte pour l'Italie, puis de L'Olivier. En 2001, il crée l'alliance électorale « La Marguerite », qui se transforme en parti à part entière dès l'année suivante.

## Historique

### Fondation: la fin de la DC
Le 12 octobre 1992, alors que la Démocratie chrétienne (DC), parti dominant de l'Italie d'après-guerre, est en pleine crise à cause de l'opération Mains propres, Mino Martinazzoli remplace Arnaldo Forlani au poste de secrétaire du parti. Lors de l'assemblée programmatique de juillet 1993, il appelle la DC à se renouveler profondément, sans renier ses idéaux, son histoire, et à devenir un « parti de projet ».
Sa proposition est approuvée à l'unanimité, et en janvier 1994, la formation prend le nom de Parti populaire italien, du nom d'une formation démocrate-chrétienne fondée en 1919 et dont Alcide De Gasperi était membre.

### Le Pacte pour l'Italie: alliance au centre
Prenant acte de la nouvelle loi électorale, qui instituait un système mixte fortement majoritaire, plusieurs cadres comme Clemente Mastella ou Pier Ferdinando Casini, quittent le PPI pour fonder le Centre chrétien-démocrate (CCD), allié de l'homme d'affaires Silvio Berlusconi. Martinazzoli, fidèle à la tradition centriste de la DC, fonde pour sa part l'alliance du Pacte pour l'Italie avec le Pacte de renaissance nationale de Mario Segni, qui se veut une alternative au Pôle des libertés - Pôle du bon gouvernement (PDL-PBG) de Berlusconi et à l'Alliance des progressistes (ADP) d'Achille Occhetto.
Aux élections générales anticipées des 27 et 28 mars 1994, le PPI remporte 29 sièges sur 475 au scrutin majoritaire à la Chambre des députés et 4 sur 155 à la proportionnelle. Au Sénat de la République, le Pacte pour l'Italie obtient 31 élus sur 315.
L'échec conduit à la démission du secrétaire et, après un intérim assuré par Rosa Iervolino, Rocco Buttiglione, provenant de l'aile droite de la formation, prend la direction du PPI au mois de juillet suivant, lors du premier congrès national. Un mois avant, les élections européennes avaient confirmé la faible audience du parti, avec seulement 9 sièges sur 87.

### Un parti qui se cherche politiquement
Le 30 janvier 1995, Buttiglione participe au congrès de l'Alliance nationale (AN) et se montre favorable à une alliance avec la droite. À peine trois jours plus tard, Giovanni Bianchi, président du parti, Nicola Mancino et Beniamino Andreatta, tous de l'aile gauche, font connaître leur préférence pour une coalition de centre gauche emmenée par Romano Prodi. Malgré cette prise de position, le 8 mars, le secrétaire signe un accord électoral avec le Pôle des libertés, qui rassemble Forza Italia, le CCD et d'autres formations de droite.
Réuni le 11 mars suivant, le conseil national prononce la défiance contre Rocco Buttiglione, le déclare déchu de son poste et le remplace par Gerardo Bianco. Le secrétaire sortant refuse de se laisser faire et la justice confirme qu'il ne peut être renversé, ajoutant toutefois qu'il doit désormais suivre la ligne établie par les cadres dirigeants du parti.
Les régionales du mois d'avril suivant montrent un parti totalement divisé, les soutiens de Buttiglione participant aux listes conduites par Forza Italia, tandis que ses opposants se présentaient avec le centre gauche ou seul. Finalement, en juin, le secrétaire quitte la formation et fonde les Chrétiens démocrates unis (CDU). Le deuxième congrès national, qui se tient au même moment, le remplace effectivement par Bianco.

### L'Olivier: alliance à gauche

L'Olivier.

Le PPI choisit alors de s'associer au centre gauche et fonde avec le Parti démocrate de la gauche (PDS) la coalition de L'Olivier, conduite par l'ancien ministre Romano Prodi. Dans le même temps, le parti choisit de s'associer avec le Parti populaire sud-tyrolien (SVP), le Parti républicain italien (PRI) ou encore les « comités Prodi », les candidats de cette union se présentant sous le nom de « Populaires pour Prodi ».
Lors des élections générales anticipées du 21 avril 1996, le PPI et ses alliés gagnent 65 sièges sur 475 au scrutin majoritaire, 4 sur 155 au scrutin proportionnel, et 31 sièges au Sénat. Nicola Mancino est ensuite élu président de la chambre haute. Dans le gouvernement de Prodi, la formation obtient trois portefeuilles, dont celui de la Défense pour Andreatta.
Au mois de janvier 1997, Franco Marini, ancien responsable syndical et ministre du Travail au début des années 1990, devient secrétaire à l'occasion du troisième congrès national. Gerardo Bianco est de son côté choisi comme président du PPI.
Bien que Prodi chute en 1998, l'alliance se maintient au pouvoir avec le social-démocrate Massimo D'Alema. La place du parti augmente alors significativement avec  six postes, dont quatre portefeuilles ministériels. Sergio Mattarella est nommé vice-président du Conseil, tandis qu'Enrico Letta, vice-secrétaire, devient ministre pour les Affaires européennes à seulement 32 ans, ce qui en fait le plus jeune ministre de l'histoire du pays. Andreatta perd la Défense, mais Rosa Iervolino est nommée au ministère de l'Intérieur, ce qui constitue une première.
L'année 1999 est marquée par les européennes de juin, où le parti se contente de 4 parlementaires sur 87, dont Marini et Ciriaco De Mita. Au mois d'octobre suivant, Pierluigi Castagnetti est désigné secrétaire national, la fonction de président étant elle supprimée, à l'occasion du quatrième congrès national.
Dans le gouvernement D'Alema II, constitué fin 1999, le PPI passe à cinq postes, Mattarella obtenant la Défense et Letta l'Industrie, alors qu'Iervolino quitte l'exécutif. À la suite du départ du président du Conseil, l'indépendant de centre gauche Giuliano Amato prend, en avril 2000, les rênes de l'exécutif. Le Parti populaire retombe à quatre ministres, dont trois avec portefeuilles.

### La Marguerite: vers un nouveau parti
En vue des élections générales du 13 mai 2001, le PPI décide de constituer une alliance électorale, au sein de L'Olivier, réunissant les partis centristes et chrétiens-sociaux. Le 11 octobre 2000, « La Marguerite », qui rassemble également le Renouveau italien (RI) de Lamberto Dini, l'Union des démocrates pour l'Europe (UDEUR) de Clemente Mastella et Les Démocrates (Dem) d'Arturo Parisi, est fondée.
Bien que la coalition de centre gauche, désormais menée par Francesco Rutelli, du PPI, perde le scrutin face à la Maison des libertés (CDL) de Silvio Berlusconi, le Parti populaire obtient 43 députés, sur 80 pour La Marguerite, et 19 sénateurs, sur 43 pour La Marguerite. L'alliance se transforme en parti politique à part entière le 24 mars 2002.